# Hinnøya
Hinnøya is het grootste eiland van Noorwegen, afgezien van de eilanden die tot Spitsbergen behoren. Het eiland is 2204,7 km² groot. Iets meer dan de helft hoort bij de provincie Nordland, het kleinere deel hoort bij de provincie Troms. Het is in totaal verdeeld over acht gemeenten.
Hinnøya maakt deel uit van de eilandengroep Vesterålen. Het deel dat onderdeel is van de gemeenten Tjeldsund en Lødingen wordt gerekend tot de Ofoten. Met 31.800 inwoners is het eiland voor Noorse begrippen dichtbevolkt.
Hinnøya is met het vasteland verbonden middels de Tjeldsund-brug (1007 m) over de Tjeldsund. De brug maakt deel uit van de E 10. Daarnaast is Hinnøya door bruggen verbonden met Langøya en met Andøya. Het hoogste punt ligt op 1262 meter: Møysalen.